# Кубинский изумрудный колибри
Куби́нский изумру́дный коли́бри (лат. Riccordia ricordii) — вестиндийский вид птиц из подсемейства Trochilinae семейства колибри (Trochilidae). Этот вид распространён на Кубе (включая о. Кайо-Коко, о. Ларго-дель-Сур и ближайшие отмели) и о. Пен, а также на Багамских Островах — на островах Большой Багама, Абако и Андрос, также и в национальном резервате Грин-Кей (Американские Виргинские острова). Эти птицы населяют плантации, сельские сады и городские местности, а также субтропические и тропические засушливые и влажные леса и засушливые и влажные (низменные) кустарниковые местности; обитают на высоте до 200 метров над уровнем моря.
В длину достигает 10—11,5 см. Размножается в любое время года. Гнездо располагается в развилке ветвей. Иногда одно гнездо используют несколько лет.